# María Herazo González
María Fernanda Herazo González (* 22. März 1997 in Barranquilla) ist eine kolumbianische Tennisspielerin.

## Karriere
Herazo González begann erst mit 15 Jahren mit dem Tennisspielen und bevorzugt Rasenplätze. Sie spielt bislang vor allem auf Turnieren der ITF Women’s World Tennis Tour, wo sie bislang 12 Einzel- und 24 Doppeltitel gewinnen konnte.
Im Jahr 2014 spielte Herazo González erstmals für die kolumbianische Billie-Jean-King-Cup-Mannschaft; ihre Billie-Jean-King-Cup-Bilanz weist bislang 12 Siege bei 15 Niederlagen aus.

## Turniersiege

### Einzel
| Nr. | Datum              | Turnier       | Kategorie   | Belag     | Finalgegnerin         | Ergebnis              |
| --- | ------------------ | ------------- | ----------- | --------- | --------------------- | --------------------- |
| 1.  | 8. Dezember 2013   | Barranquilla  | ITF $10.000 | Sand      | Andrea Koch-Benvenuto | 6:4, 6:2              |
| 2.  | 22. Mai 2016       | Antalya       | ITF $10.000 | Hartplatz | Marie-Alexandre Leduc | 6:3, 4:6, 2:1 Aufgabe |
| 3.  | 30. Oktober 2016   | Pereira       | ITF $10.000 | Sand      | Emiliana Arango       | 6:3, 6:2              |
| 4.  | 24. September 2017 | Hammamet      | ITF $15.000 | Sand      | Irina Fetecău         | 1:6, 7:5, 6:2         |
| 5.  | 5. November 2017   | Pereira       | ITF $15.000 | Sand      | Emily Appleton        | 7:5, 7:5              |
| 6.  | 12. November 2017  | Cucuta        | ITF $15.000 | Sand      | Anastasia Nefedova    | 6:2, 6:2              |
| 7.  | 3. Dezember 2017   | Manta         | ITF $15.000 | Hartplatz | Kirsten-Andrea Weedon | 6:3, 6:0              |
| 8.  | 6. Mai 2018        | Antalya       | ITF $15.000 | Sand      | Haruna Arakawa        | 6:4, 6:1              |
| 9 . | 21. November 2021  | Cundinamarca  | ITF W15     | Sand      | Hurricane Tyra Black  | 7:65, 3:6, 7:64       |
| 10. | 12. Dezember 2021  | Santo Domingo | ITF W15     | Hartplatz | Chanelle Van Nguyen   | 6:4, 6:4              |
| 11. | 2. Oktober 2022    | Guayaquil     | ITF W15     | Sand      | Sofia Sewing          | 6:4, 6:3              |
| 12. | 30. Oktober 2022   | Ibagué        | ITF W25     | Sand      | Gabriela Cé           | 6:3, 6:3              |

### Doppel
| Nr. | Datum              | Turnier               | Kategorie   | Belag     | Partnerin                  | Finalgegnerinnen                             | Ergebnis           |
| --- | ------------------ | --------------------- | ----------- | --------- | -------------------------- | -------------------------------------------- | ------------------ |
| 1.  | 29. Juni 2013      | Breda                 | ITF $10.000 | Sand      | María Paulina Pérez García | Elke Lemmens Swjatlana Piraschenka           | 1:6, 7:62, [12:10] |
| 2.  | 1. November 2014   | Pereira               | ITF $10.000 | Sand      | Anna Brogan                | Mariaryeni Gutierrez Alexandra Valenstein    | 6:3, 6:2           |
| 3.  | 29. November 2014  | Bogotá                | ITF $10.000 | Sand      | Anna Brogan                | Victoria Bosio Daniella Roldan               | 5:7, 6:4, [10:7]   |
| 4.  | 22. Juli 2016      | Schio                 | ITF $10.000 | Sand      | Bárbara Gatica             | Alice Balducci Deborah Chiesa                | 7:5, 1:6, [10:5]   |
| 5.  | 21. Januar 2017    | Antalya               | ITF $15.000 | Sand      | Kateryna Sliusar           | Olesya Pervushina Alexandra Pospelowa        | 7:5, 1:6, [10:5]   |
| 6.  | 6. Mai 2017        | Kairo                 | ITF $15.000 | Sand      | Magali Kempen              | Sowjanya Bavisetti Rishika Sunkara           | 6:1, 6:2           |
| 7.  | 16. September 2017 | Hammamet              | ITF $15.000 | Sand      | Victoria Bosio             | Lara Salden Chelsea Vanhoutte                | 6:4, 6:3           |
| 8.  | 3. November 2017   | Pereira               | ITF $15.000 | Sand      | Emily Appleton             | Kerrie Cartwright Kariann Pierre-Louis       | 7:5, 2:6, [10:7]   |
| 9.  | 23. September 2018 | Saint-Malo            | ITF $60.000 | Sand      | Cristina Bucșa             | Alexandra Cadanțu Diāna Marcinkēviča         | 4:6, 6:1, [10:8]   |
| 10. | 28. September 2019 | Tabarka               | ITF W15     | Sand      | Martina Colmegna           | Anna Pribylowa Julija Stamatowa              | 6:3, 6:1           |
| 11. | 6. Februar 2021    | Antalya               | ITF W15     | Sand      | Yuliana Lizarazo           | Petja Arschinkowa Gergana Topalowa           | 6:2, 6:1           |
| 12. | 18. September 2021 | Medellín              | ITF W25     | Sand      | Laura Pigossi              | Rasheeda McAdoo Victoria Rodríguez           | 6:3, 4:6, [10:7]   |
| 13. | 30. Oktober 2021   | Guayaquil             | ITF W25     | Sand      | María Paulina Pérez García | Dea Herdželaš Victoria Rodríguez             | 6:3, 4:6, [10:7]   |
| 14. | 11. Dezember 2021  | Santo Domingo         | ITF W15     | Hartplatz | María Paulina Pérez García | Paris Corley Ingrid Vojčináková              | 7:64, 3:6, [12:10] |
| 15. | 1. Oktober 2022    | Guayaquil             | ITF W15     | Sand      | Romina Ccuno               | María Paulina Pérez García Sofia Sewing      | 6:2, 5:7, [11:9]   |
| 16. | 19. November 2022  | Lima                  | ITF W15     | Sand      | Romina Ccuno               | Leslie Espinoza Gamarra Anastasia Iamachkine | 6:1, 6:3           |
| 17. | 25. Februar 2023   | San Miguel de Tucumán | ITF W25     | Sand      | Lexie Stevens              | Seone Mendez Daniela Vismane                 | 2:6, 6:3, [10:8]   |
| 18. | 24. Juni 2023      | Santo Domingo         | ITF W25     | Sand      | Xenija Laskutowa           | Ana Sofía Sánchez Julija Starodubzewa        | 2:6, 6:4, [11:9]   |
| 19. | 15. Juli 2023      | Don Benito            | ITF W25     | Teppich   | Anastasia Iamachkine       | Lucía Cortez Llorca Olga Parres Azcoitia     | 7:68, 6:3          |
| 20. | 24. September 2023 | Berkeley              | ITF W60     | Hartplatz | Jessie Aney                | Elysia Bolton Alexandra Bozovic              | 7:5, 7:5           |
| 21. | 12. Mai 2024       | Monastir              | ITF W15     | Hartplatz | Back Da-yeon               | Natsuho Arakawa Zhang Ying                   | 6:4, 6:4           |
| 22. | 14. Juni 2024      | Madrid                | ITF W15     | Sand      | Francesca Pace             | Diletta Cherubini Carolina Kuhl              | 6:3, 7:5           |
| 23. | 28. Juni 2025      | Kayseri               | ITF W15     | Hartplatz | Adelina Lachinova          | Min Liu Edda Mamedowa                        | 4:6, 7:5, [10:5]   |
| 24. | 5. Juli 2025       | Kayseri               | ITF W15     | Hartplatz | Esther Adeshina            | Anastasiya Kuparev Ayline Samardžić          | 6:0, 7:63          |